# Underworld (2003)
Underworld (bra: Anjos da Noite - Underworld, ou Underworld - Anjos da Noite; prt: Underworld - O Submundo) é um filme teuto-magiar-britano-estadunidense de 2003, dos gêneros terror, drama de ação e fantasia, dirigido por Len Wiseman, com roteiro de Kevin Grevioux, Len Wiseman e Danny McBride.

## Sinopse
Os lycans (lobisomens) e vampiros vivem espalhados e não solitários, como são retratados costumeiramente. Essas mesmas raças vivem em constantes conflitos, apesar dos lycans estarem em menor número por serem caçados pelos vampiros. Uma dessas caçadoras é Selene (Kate Beckinsale), que os mata como vingança pelo que fizeram supostamente à sua família. Apesar da guerra ter sido terminada há muitos anos, as batalhas continuaram. A vampira Selene resolve investigar seus inimigos imortais e descobre que eles estão atrás de um médico humano, Michael Corvin (Scott Speedman) para fazer experiências, assim ela também desconfia que Kraven (Shane Brolly), o atual comandante do Coven dos vampiros, esteja planejando uma conspiração com Lucian (Michael Sheen), líder dos lycans, contra Viktor (Bill Nighy) o verdadeiro comandante do Coven que está em hibernação.
Além desse principal conflito, aparece o triângulo amoroso dos vampiros, como a ambição de Erika (Sophia Myles) por Kraven, querendo ser sua rainha e ter poder no Coven, mas infelizmente ela fica para trás pois ele é obcecado por Selene, que o rejeita e acaba se apaixonando pelo médico humano.
Viktor é acordado por Selene para resolver seus problemas, mas entao Selene descobre que na verdade quem matou sua família foi Viktor, com essa descoberta Selene e Michael começam outra vingança, agora contra Viktor. Ao final Michael que acaba virando uma mistura de lobisomen com vampiro e Selene matam Viktor cortando sua cabeça.

## Elenco
- Kate Beckinsale — Selene
- Scott Speedman — Michael Corvin
- Michael Sheen — Lucian
- Shane Brolly — Kraven
- Bill Nighy — Viktor
- Erwin Ledger — Singe
- Sophia Myles — Erika
- Robbie Gee — Kahn
- Kevin Grevioux — Raze
- Zita Görög — Amelia
- Scott McElroy — Soren
- Wentworth Miller — Dr. Adam Lockwood

## Trilha sonora
1. "Awakening" - The Damning Well 
(com Wes Borland, Richard Patrick, Josh Freese & Danny Lohner)
2. "Rev. 22:20" - Puscifer (feat. Danny Lohner)
3. "Throwing Punches" - Helmet
4. "Rocket Collecting" - Milla Jovovich & Danny Lohner
5. "Now I Know" - Renholdër
6. "Bring Me the Disco King (Danny Lohner Mix)" - David Bowie 
(com Maynard James Keenan & John Frusciante)
7. "Optimissed" - Skinny Puppy
8. "Down In the Lab" - Renholdër
9. "Judith (Renholdër Mix)" - A Perfect Circle
10. "Suicide Note" - Johnette Napolitano
11. "Baby's First Coffin" - The Dillinger Escape Plan
12. "Hover (Quiet Mix)" - Trust Company
13. "Falling Through the Sky" - Renholdër
14. "Weak and Powerless" (Tilling My Grave Mix) - A Perfect Circle
15. "Worms of the Earth" - Finch
16. "From a Shell" - Lisa Germano
17. "Death Dealer's Descent" - Renholdër
18. "On the Lash" - The Icarus Line
19. "All of This Past" - Sarah Bettens

## Pentalogia
- Underworld: Anjos da noite - Anjos da Noite 1 (2003)
- Underworld: Evolution - Anjos da Noite 2 - A Evolução (2006)
- Underworld: Rise of the Lycans - Anjos da Noite 3 - A Rebelião (2009)
- Underworld: Awakening - Anjos da Noite 4 - Despertar (2012)
- Underworld: Blood Wars - Anjos da Noite 5 - Guerras de Sangue (2016)